# Nikołaj Łapin
Nikołaj Fiodorowicz Łapin, ros. Николай Федорович Лапин (ur. w 1914 r. w Nikolsku-Ussuryjsku, zm. po 1957 r. w ZSRR) – radziecki wojskowy (kapitan, propagandysta Rosyjskiej Armii Wyzwoleńczej, dowódca kompanii szkoleniowej szkoły propagandystów ROA w Dabendorfie, szef wydziału wywiadu agenturalnego sztabu Sił Zbrojnych Komitetu Wyzwolenia Narodów Rosji podczas II wojny światowej.
Ukończył dalekowschodni uniwersytet państwowy we Władywostoku w specjalności tłumacza języka chińskiego. Następnie służył w wojskach pogranicznych NKWD. Pełnił funkcję zastępcy szefa sztabu oddziału pogranicznego ds. wywiadu agenturalnego. Po zwolnieniu do rezerwy pracował jako dyrektor szkoły średniej w Omsku. Prawdopodobnie w latach 1938-1939 był członkiem  misji wojskowej  gen. Andrieja A. Własowa w Chinach jako tłumacz. Po zmobilizowaniu do Armii Czerwonej 22 czerwca 1941 r., objął w stopniu kapitana funkcję szefa punktu operacyjnego oddziału wywiadowczego sztabu jednego z korpusów strzeleckich, a następnie 19 Armii. W październiku tego roku w rejonie Wiaźmy dostał się do niewoli niemieckiej. Przebywał w różnych obozach jenieckich. W grudniu 1942 r. ukończył kursy propagandystów w obozie w Wuhlheide. W kwietniu 1943 r. odkomenderowano go do szkoły propagandystów ROA w Dabendorfie pod Berlinem, po ukończeniu której objął dowództwo kompanii szkoleniowej. W grudniu tego roku przeniesiono go do okupowanego Paryża, gdzie zaczął redagować biuletyn "Informacyonnyj listiek" dla Ostbatalionów, stacjonujących we Francji. Pełnił też funkcję cenzora pisma "Pariżskij wiestnik". Nawiązał kontakt z Narodowym Związkiem Pracujących (NTS), wstępując do niego latem 1944 r.  Wkrótce powrócił do szkoły propagandystów ROA w Dabendorfie, gdzie pracował w redakcji pisma "Dobrowolec". Od listopada tego roku był szefem wydziału wywiadu agenturalnego sztabu Sił Zbrojnych Komitetu Wyzwolenia Narodów Rosji. W kwietniu 1945 r. awansowano go do stopnia kapitana. Został wysłany na północ od Stuttgartu w celu nawiązania kontaktu z wojskami alianckimi i podjęcia rozmów o przyszłości wojsk "własowskich". Po zakończeniu wojny został internowany przez Amerykanów i osadzony w obozie w Augsburgu. Po ujawnieniu wywiadowi amerykańskiemu informacji o wojskach pogranicznych NKWD i służbie wojskowej w Armii Czerwonej został na początku marca 1946 r. zabrany z obozu jenieckiego. 20 maja przekazano go pomimo tego Sowietom. W połowie stycznia 1947 r. po procesie skazano go na karę 20 lat łagrów. 29 grudnia 1955 r. z powodu współpracy ze służbą bezpieczeństwa został uwolniony i zesłany do wsi Martynowie w obwodzie nowosybirskim. Od 1957 r. mieszkał we wsi Suzuł, gdzie pracował jako szef oddziału zaopatrzenia materialno-technicznego centralnych magazynów remontowych. Dalsze jego losy są nieznane.